# Kim Kum-il
Kim Kum-il (* 10. Oktober 1987 in Pjöngjang) ist ein ehemaliger nordkoreanischer Fußballspieler. Er nahm mit der nordkoreanischen Nationalmannschaft an der Fußball-Weltmeisterschaft 2010 teil.

## Karriere
Kim trat international als Spieler der Sportgruppe 25. April in Erscheinung, dem Klub der Koreanischen Volksarmee.
Kim führte die nordkoreanische U-20-Auswahl 2006 als Kapitän zum Sieg bei der U-19-Asienmeisterschaft. Er erzielte im Turnierverlauf als Spielmacher vier Treffer und wurde als Most Valuable Player des Turniers ausgezeichnet. Auch ein Jahr später bei der Junioren-Weltmeisterschaft 2007 in Kanada gehörte Kim als Mannschaftskapitän zu den herausragenden Spielern seines Teams und wird im Technischen Bericht als „dribbelstarker Stürmer mit gutem Direktspiel“ und „stark in Eins-gegen-Eins-Situationen“ beschrieben. Am Jahresende wurde er vom Asiatischen Fußballverband als Nachwuchsspieler des Jahres ausgezeichnet.
Bereits 2005 gab Kim in der Qualifikation zur Ostasienmeisterschaft sein Debüt in der nordkoreanischen A-Nationalmannschaft. 2007 nahm er mit der Nationalelf am King’s Cup in Thailand teil, 2008 gehörte er bei der Finalrunde der Ostasienmeisterschaft zum Aufgebot und kam als Einwechselspieler zu drei Einsätzen. Während der erfolgreichen Qualifikation zur Weltmeisterschaft 2010 absolvierte er in der finalen Qualifikationsrunde ebenfalls drei Kurzeinsätze per Einwechslung. Auch bei der Endrunde in Südafrika kam er in den Vorrundenspielen gegen Brasilien und Portugal jeweils als Einwechselspieler zum Einsatz. Ende 2010 nahm er zudem mit der U-23-Mannschaft an den Asienspielen teil. Danach sind keine weiteren Einsätze Kims für die Nationalmannschaft dokumentiert.